# London medical journal
London medical journal (abreviado London Med. J.) fue una revista con ilustraciones y descripciones botánicas que fue publicada en Londres en los años 1781-1790.